# Taeniostola connecta
Taeniostola connecta är en tvåvingeart som beskrevs av Friedrich Georg Hendel 1915. Taeniostola connecta ingår i släktet Taeniostola och familjen borrflugor.
Artens utbredningsområde är Taiwan. Inga underarter finns listade i Catalogue of Life.